# Cruckshanksia macrantha
Cruckshanksia macrantha là một loài thực vật có hoa trong họ Thiến thảo. Loài này được Phil. mô tả khoa học đầu tiên năm 1864.